# Taddeo Barberini

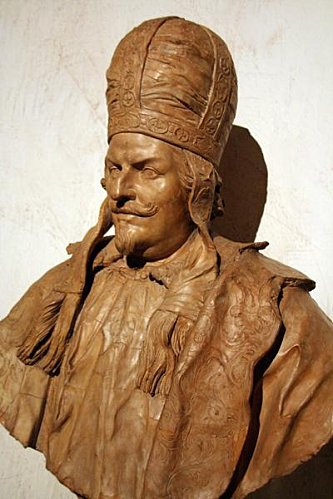
Busto de Taddeo Barberini.

Taddeo Barberini (1603-1647) fue un noble italiano de la familia de los Barberini que fue príncipe de Palestrina; confaloniero de la Iglesia y Capitán General de la Iglesia. Era sobrino del Papa Urbano VIII y hermano de los cardenales Francesco Barberini y Antonio Barberini. Gracias al famoso nepotismo de su tío, los hermanos tuvieron gran influencia sobre la política, religión, arte, música y arquitectura de Italia durante el siglo XVII.

## Biografía
Barberini nacido en 1603, era hijo de Carlo Barberini y Costanza Magalotti. Era sobrino de los hermanos cardenal Maffeo Barberini (posteriormente Papa Urbano VIII) y  Antonio Marcello Barberini (luego también cardenal) y de Lorenzo Magalotti. Era hermano de Francesco Barberini y Antonio Barberini, ambos fueron designados cardenales cuando su tío se convierte en papa. Al igual que sus hermanos, Taddeo fue educado en el Collegio Romano.

### Pontificado del Papa Urbano VIII
En 1623, Maffeo Barberini fue elegido Papa Urbano VIII y el destino de Taddeo Barberini mejoró de manera sustancial. El nepotismo del Papa Urbano fue legendario, a tal extremo que los papas que le sucedieron en el siglo XVII prometieron obrar de manera diferente (aunque varios no lo lograron). Casi inmediatamente Taddeo fue designado Gonfalonier de la Iglesia; Capitán General de la Iglesia, aunque durante conflictos posteriores su hermano el cardenal Antonio Barberini también comandó tropas papales y de mercenarios en el campo de batalla.
En 1624, Taddeo tomó control del Ducado de Urbino, transferido a Urbano VIII luego de la muerte de Federico Ubaldo. Cuando Francesco María falleció en 1631, el ducado fue transferido a los Estados Papales.
El 14 de octubre de 1627 Barberini contrajo matrimonio con Anna Colonna, hija de Filippo I Colonna, en una fastuosa ceremonia presidida por el propio papa en Castel Gandolfo. El acuerdo negociado por el cardenal Fabrizio Verospi entre los Barberini y los Colonna estipulaba una dote valorada en unos 180,000 escudos en moneda y crédito, así como también un castillo propiedad de los Colonna en Anticoli. Se cree que la transferencia de la comuna de Palestrina entre las dos familias estuvo ligada a este acuerdo; parte de la dote de Anna Colonna. Luego de la transferencia, la comuna pasó a ser un feudo de los Barberini que le permitía a la familia designar a uno de sus miembros como Príncipe de Palestrina, un título que fue pasado de un patriarca Barberini al siguiente mientras la comuna estuvo entre las posesiones de la familia. Carlo Barberini el hijo primogénito de Taddeo posteriormente renuncia a su derecho a heredar los títulos de su padre (lo cual le hubiera correspondido por ser el hijo mayor) para convertirse en cardenal. Por lo tanto los títulos hereditarios de Taddeo pasaron a su segundo hijo, Maffeo.
Como príncipe  de Palestrina, Taddeo mejoró las edificaciones y colocó nuevos servicios, aun cuando muchas de las mejoras eran en su propio beneficio. Reconstruyó el Palazzo Barberini (que todavía aloja al Mosaico del Nilo de Palestrina) y posteriormente su hijo Maffeo hizo construir una iglesia nueva en sus cercanías. Taddeo inclusive construyó un pequeño casino privado que funcionó durante algunos años durante su administración pero que fue clausurado en la medida que los Príncipes que le sucedieron no mostraron interés por el juego.

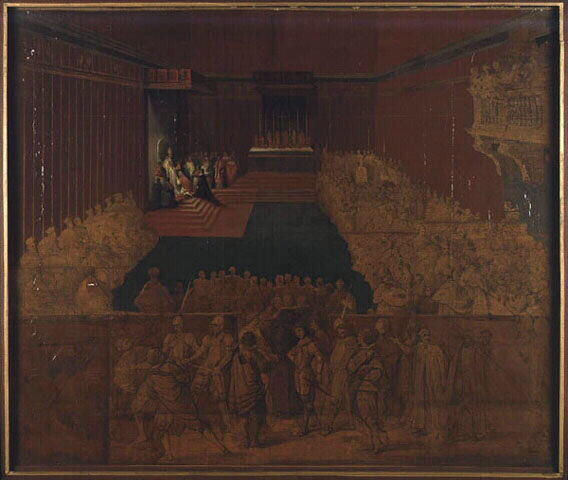
Investidura de Taddeo Barberini como Prefecto por el Papa Urbano.

El papa Urbano distinguió aún más a su sobrino en 1631 al designarlo Gobernador del Borgo, Comandante de Sant'Angelo y Prefecto de Roma. La investidura de Taddeo como Prefecto fue celebrada con gran pompa y extravagancia.
Se estima que hacia 1632, la fortuna en propiedades de Taddeo era de aproximadamente 4 millones de escudos y que a lo largo de los 21 años de pontificado de Urbano VIII, Taddeo amasó una fortuna personal de unos 42 millones de escudos. Para 1635, los ingresos de las propiedades de Taddeo eran estimadas en 100.000 escudos anuales.

### Guerra de Castro
En 1639 Odoardo Farnese, Duque de Parma y Piacenza, visita Roma. Durante su visita insulta a Antonio y a su hermano Francesco al sugerirle al Papa que los hermanos son demasiado jóvenes para manejar los asuntos del Papa. El Papa Urbano respondió prohibiendo el comercio de granos con las áreas controladas por los Farnese. Cuando los Farnese se vieron imposibilitados de pagar sus deudas el Papa les envió a los recaudadores de deudas. Finalmente el Papa envió tropas para que ocuparan Castro. Las fuerzas del Papa (12,000 hombres de infantería y 3,000 de caballería) estaban al mando de Antonio, su hermano Taddeo y el comandante de campo mercenario Luigi Mattei. 
Castro se rinde ante las tropas de Urbano sin ofrecer una resistencia significativa y la victoria es celebrada en una canción de Marco Marazzoli, compositor a sueldo de la familia Barberini. Pero la victoria es de corta duración y posteriormente Antonio y sus tropas sufren una serie de derrotas decisivas y el propio Antonio estuvo a punto de ser capturado. El Papa Urbano es obligado a aceptar la derrota y firmar un tratado de paz con los duques Farnese en un intento de evitar que dirigieran sus tropas hacia Roma. Cuando Urbano fallece, la Iglesia afrontaba problemas financieros, los cardenales estaban divididos entre Francia y España, y los Farnese se estaban desplazando hacia Roma con un ejército mercenario.

### Exilio y muerte
En 1644 falleció el tío de Taddeo, el Papa Urbano VIII. El Colegio de Cardenales eligió para sucederlo a Inocencio X, de la familia Pamphili. En el cónclave papal de 1644 , los hermanos cardenales de Taddeo tramaron un acuerdo para garantizar la seguridad de la fortuna de su familia, pero el nuevo Papa se negó a cumplir el trato y lanzó una investigación sobre presuntos abusos financieros durante la Primera Guerra de Castro. Taddeo Barberini y sus hermanos fueron forzados al exilio y huyeron en 1646 a París donde fueron apoyados por el Cardenal Mazarino. La esposa de Taddeo, Anna Colonna, hizo un llamamiento al papa Inocencio instándole a permitir que los Barberini conservaran sus propiedades. Inocencio estuvo de acuerdo, pero Barberini permaneció en el exilio durante varios años más.
Taddeo Barberini murió en 1647 durante su exilio en Francia, sin haber vuelto a Roma .

## Matrimonio y descendencia

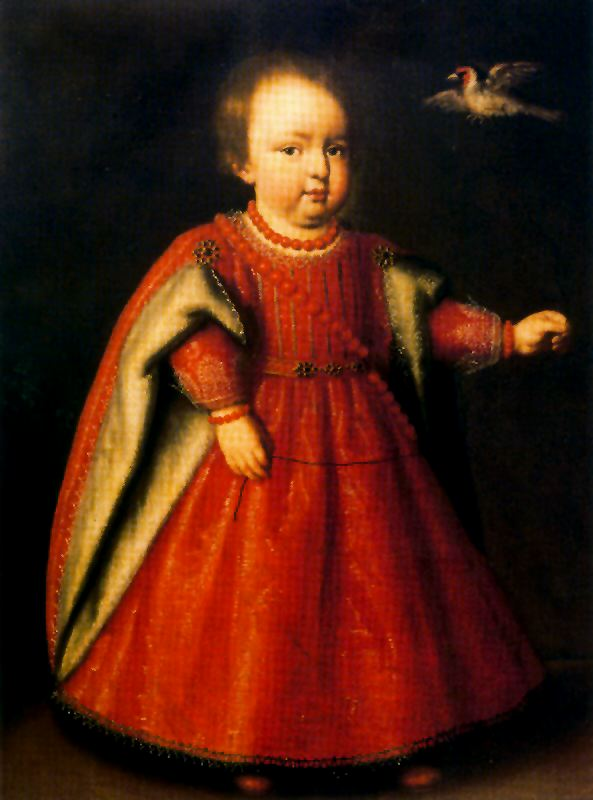
La niña Camilla Barberini, poco antes de su muerte, pintada por Tiberio Tito.

Taddeo y Anna Colonna tuvieron cinco hijos:
- Lucrecia Barberini (1628–1699), casada con Francisco I de Este, duque de Modena;
- Camilla Barberini (1629–1631), fallecida en la infancia;
- Carlo Barberini (1630–1704), que llegó a ser cardenal;
- Maffeo Barberini (1631-1685), que fue Príncipe de Palestrina;
- Niccolò Maria Barberini (1635–1699).

## Legado
La familia Barberini se reconcilió con el papado, al menos parcialmente, mediante los dos hijos de Taddeo, Carlo Barberini y Maffeo Barberini. Carlo fue designado cardenal por el Papa Inocencio X y Maffeo contrajo matrimonio con una sobrina-nieta del Papa Inocencio X, Olimpia Giustiniani, que a su vez fue madre de Francesco Barberini (Junior) que fue nombrado cardenal. La hija de Taddeo, Lucrezia Barberini, casada con Francesco I d'Este, Duque de Modena.
El secretario de Barberini, Corinzio Benicampi, acompañó a Roma en 1636 al joven Carlo Maratta, a quien Taddeo Barberini encargó una de sus primeras obras, La gloria de los santos, que fue concluida en 1645, dos años antes del fallecimiento de Barberini.